# تشيتيندين (فيرمونت)
تشيتيندين (بالإنجليزية: Chittenden, Vermont)‏ هي بلدة تقع بولاية فيرمونت في الولايات المتحدة. تبلغ مساحتها 192.2 (كم²)، وترتفع عن سطح البحر 456 م، بلغ عدد سكانها 1258 نسمة في عام 2010 حسب إحصاء مكتب تعداد الولايات المتحدة .

## أعلام
- نيكي كيمبل

## وصلات خارجية
- The US50 - Cities and Towns in Vermont State
- Vermont Cities and Towns, Facts, Map, Flag, Colleges, Government, and More